# Иван Боровинић
Иван Боровинић је био српски кнез из властелинске породице Боровинић која је имала своје посједе у источним дјеловима краљевине Босне. Био је син Твртка Боровинића.
Ова властелинска породица потиче из источне Босне из Земље Павловића. По тумачењима историчара они су рођаци са Павловићима, док је Павао Анђелић сматрао да су Боровинићи припадали братству Павловића. Разлог тога је повеља војводе Радослава Павловића од 7. априла 1423. године гдје стоји:
кнеза wстога Боровиниѣь брать мои
Твртка Боровинића наслеђује син Иван. Он се у документима помиње само једанпут и то у повељи од марта мјесеца 1447. године, гдје обавјештава Дубровчане да је послао слугу Милорада да прими новац од куће у Дубровнику.